# Iglesia de San Bartolomé (Ichaso)
La iglesia de San Bartolomé es un inmueble de la localidad española de Ichaso, en la provincia de Guipúzcoa.

## Descripción
El edificio se encuentra en la localidad española de Ichaso, del municipio de Ezquioga-Ichaso, perteneciente a la provincia de Guipúzcoa, en la comunidad autónoma del País Vasco. Se menciona como iglesia parroquial del lugar en el noveno volumen del Diccionario geográfico-estadístico-histórico de España y sus posesiones de Ultramar de Pascual Madoz, donde aparece descrita con las siguientes palabras: «igl. parr. de primer ascenso, dedicada á San Bartolomé y servida por un rector, 2 beneficiados y un sacristan».
En el Diccionario histórico-geográfico-descriptivo de los pueblos, valles, partidos, alcaldías y uniones de Guipúzcoa (1862) de Pablo de Gorosábel se describe de la siguiente manera:

Su iglesia parroquial, que es muy antigua, es de la advocacion de San Bartolomé; la cual se halla servida por un rector y dos beneficiados. La provision de la rectoría se hace en votacion individual por todos los propietarios de casas de la jurisdiccion; y en igual forma se hacía antes del último concordato la de los beneficiados. Este concejo tiene bula del papa, para que los beneficiados hayan de ser nacidos y bautizados en la misma parroquia, é hijos de padres que tengan continua habitacion en el mismo territorio municipal. En este hay tres ermitas, tituladas Santa María Magdalena San Lorenzo y Nuestra Señora de Quizquiza.
(Gorosábel, 1862, p. 228)